# (20429) 1998 YN1
1998 واي أن 1 (ويعرف أيضًا باسم (20429) 1998 واي أن 1 وفق تسمية الكوكب الصغير) (بالإنجليزية: 1998 YN1)‏ هو كويكب ضمن حزام الكويكبات؛ وترتيبه 20429 من حيث الاكتشاف.
اكتُشف هذا الجُرم الفلكي بواسطة بحث لنكولن عن الكويكبات القريبة من الأرض في 16 ديسمبر 1998.

## وصلات خارجية
- (20429) 1998 YN1 في قاعدة بيانات مختبر الدفع النفاث لأجرام النظام الشمسي الصغيرة

- الاكتشاف · مخطط المدار ·  العناصر المدارية · المعلمات المادية

- (20429) 1998 YN1 على موقع ويكي سكاي: DSS2, SDSS, GALEX, IRAS, Hydrogen α, X-Ray, Astrophoto, Sky Map, Articles and images